# ジェイ・グルーム
ジェイソン・ジョゼフ・グルーム（Jason Joseph Groome, 1998年8月23日 - ）は、アメリカ合衆国ニュージャージー州オーシャン郡バーニガット・タウンシップ出身のプロ野球選手（投手）。左投左打。MLBのサンディエゴ・パドレス所属。

## 経歴

### プロ入りとレッドソックス傘下時代
2016年のMLBドラフト1巡目（全体12位）でボストン・レッドソックスから指名され、プロ入り。なお、契約しない場合はヴァンダービルト大学へ進学の予定であった。契約後、傘下のルーキー級ガルフ・コーストリーグ・レッドソックスでプロデビュー。A-級ローウェル・スピナーズでもプレーし、2球団合計で3試合に先発登板して防御率2.70、10奪三振を記録した。 
2017年はA-級ローウェルとA級グリーンビル・ドライブでプレーし、2球団合計で14試合に先発登板して3勝9敗、防御率5.69、72奪三振を記録した。 
2018年は5月にトミー・ジョン手術を受け、全休した。
2019年は8月に手術後のリハビリから復帰。ルーキー級ガルフ・コーストリーグ・レッドソックスとA-級ローウェルの2球団合計で3試合に先発登板して、0勝0敗、防御率2.25、6奪三振を記録した。
2020年は新型コロナウイルスの感染拡大の影響でマイナーリーグが開催されなかったため、公式戦での登板はなかった。オフの11月20日にルール・ファイブ・ドラフトでの流出を防ぐために40人枠入りした。
2021年はA+級グリーンビル・ドライブとAA級ポートランド・シードッグスの2球団合計で21試合（全て先発）に登板し、5勝8敗、防御率4.81、134奪三振という成績を残した。

### パドレス傘下時代
2022年8月2日に、エリック・ホズマー、マックス・ファーガソン、コーリー・ロージャー、及び金銭と交換でサンディエゴ・パドレスへ移籍した。
2024年6月4日、MLB関連の賭博に関与したことが明らかになったため、1年の出場停止処分となった。